# Еловица (област Перник)
 За другото българско село вижте Еловица (Област Монтана).  
Еловица е село в Западна България. То се намира в община Трън, област Перник.

## География
Село Еловица се намира в планински район, във вътрешността на Еловишка планина, част от Трънско Краище.

## История
В стари документи името на селото се среща като: Еловица в ХVIII в. в Поп Стефанов поменик (л. 61б, 70б, Опис III 179); Яловица в 1878 г.

## Културни и природни забележителности
Пещера, вековни букови и дъбови гори.

## Редовни събития
Веднъж годишно се провежда събор в последната събота на месец юли в местността Вълча поляна.

## Личности
- Никола Тончев (р. 1937), български политик от БКП

## Други
Кратко описание на селищата в Трънска околия:
| „                            | с. ЕЛОВИЦА (199 ж.) – 14 км югозападно от Трън. Разположено в много красива котловина между склоновете на гористата Еловачка планина. Името си е получило навярно от елха, която тук расте в изобилие покрай реката. Населението му се препитава със скотовъдство, за което има добри пасища и дюлгерство. Запазено от ветрове, то представлява идеално място за модерно овощарство, пчеларство и летовище. През селото протича Еловачката река. В околността му има в изобилие извори с бистра и вкусна планинска вода. Над селото се простира общирната държавна гора с вековните букови и дъбови дървета, експлоатацията на която е слаба, поради липса на пътища и пазари. | “ |
| Сборник ТРЪНСКИ КРАЙ 1940 г. | |   |